# Bilă (matematică)

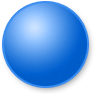
În spațiul euclidian, o bilă este volumul delimitat de o sferă

În matematică, o bilă este spațiul delimitat de o sferă. Poate fi o bilă închisă (inclusiv punctele de pe frontiera care constituie sfera) sau o bilă deschisă (excluzându-le). 
Aceste concepte sunt definite nu numai în spațiul euclidian tridimensional, ci și pentru dimensiuni inferioare și superioare și pentru spații metrice în general. O bilă sau o hiperbilă în n dimensiuni se numește n-bilă și este mărginită de o (n−1)-sferă. Astfel, de exemplu, o bilă în planul euclidian este același lucru ca un disc, aria delimitată de un cerc. În spațiul euclidian tridimensional, o bilă este considerată ca volumul delimitat de o sferă bidimensională. Într-un spațiu unidimensional, o bilă este un segment de dreaptă. 
În alte contexte, cum ar fi în geometria euclidiană și utilizarea informală, termenul sferă este uneori folosit cu sensul de bilă. 
În practica generală, volumul unei bile este calculat ca: 
{\displaystyle V={\frac {4}{3}}\pi r^{3}\approx 0.523\cdot d^{3}}
unde r este raza și d este diametrul bilei.

## În spațiul euclidian
Într-un n-spațiu euclidian, o n-bilă (deschisă) de rază r cu centrul în x este mulțimea tuturor punctelor cu o distanță mai mică de r față de x. O n-bilă închisă de rază r este mulțimea tuturor punctelor cu o distanță mai mică sau egală cu r față de x.
În n-spațiul euclidian, orice bilă este mărginită de o hipersferă. Bila este un interval mărginit când n = 1, un disc mărginit de un cerc când n = 2, și este spațiul mărginit de o sferă când n = 3.

### Volum
Volumul n-dimensional al unei bile euclidene de rază R în spațiul euclidian n-dimensional este:
{\displaystyle V_{n}(R)={\frac {\pi ^{\frac {n}{2}}}{\Gamma \left({\frac {n}{2}}+1\right)}}R^{n},}
unde Γ este funcția gamma a lui Leonhard Euler (care poate fi imaginată ca o extensie a funcției factorial la argumente fracționare). Folosind formule explicite pentru valorile particulare ale funcției gamma în numerele întregi și semiîntregi dă formula volumului unei bile euclidiene care nu are nevoie de o evaluare a funcției gamma. Se obține:
{\displaystyle {\begin{aligned}V_{2k}(R)&={\frac {\pi ^{k}}{k!}}R^{2k}\,,\\V_{2k+1}(R)&={\frac {2^{k+1}\pi ^{k}}{(2k+1)!!}}R^{2k+1}={\frac {2(k!)(4\pi )^{k}}{(2k+1)!}}R^{2k+1}\,.\end{aligned}}}
În formula pentru volume de dimensiuni impare, factorialul dublu (2k + 1)!! este definit pentru numere întregi impare 2k + 1 ca (2k + 1)!! = 1 · 3 · 5 · … · (2k − 1) · (2k + 1) . 

## În spațiile metrice generale
Fie (M, d) un spațiu metric, anume o mulțime M cu o metrică (funcție distanță) d. Bila deschisă de rază r > 0 centrată într-un punct p din M, notată de regulă prin Br(p) sau B(p; r), este definită prin
{\displaystyle B_{r}(p)=\{x\in M\mid d(x,p)<r\},}
Bila închisă, ce poate fi notată cu Br[p] sau B[p; r], este definită prin
{\displaystyle B_{r}[p]=\{x\in M\mid d(x,p)\leq r\}.}
În particular, o bilă (deschisă sau închisă) include întotdeauna punctul p însuși, întrucât definiția impune ca r > 0.
Închiderea bilei deschise Br(p) se notează de obicei cu Br(p) . Desi întotdeauna  Br(p) ⊆ Br(p) ⊆ Br[p], nu întotdeauna și Br(p) = Br[p] De exemplu, într-un spațiu metric X cu metrică discretă, avem B1(p) = {p} și B1[p] = X, pentru orice p ∈ X
O bilă unitate (deschisă sau închisă) este o bilă cu raza 1. 
O submulțime a spațiului este mărginită dacă este conținută într-o bilă. O mulțime este total mărginită⁠(d) dacă, dată fiind orice rază pozitivă, este acoperită de un număr finit de bile de raza respectivă. 
Bilele deschise dintr-un spațiu metric pot servi ca bază, oferind acestui spațiu o topologie, ale cărei mulțimi deschise sunt toate reuniunile posibile de bile deschise. Această topologie pe un spațiu metric se numește topologie indusă de metrica d.

## În spațiile vectoriale normate
Orice spațiu vectorial V cu norma {\displaystyle \|\cdot \|} este de asemenea un spațiu metric cu metrica {\displaystyle d(x,y)=\|x-y\|.}În astfel de spații, o bilă arbitrară Br(y) de puncte x în jurul unui punct y cu o distanță mai mică de r pot fi privite ca o copie scalată cu r și translatată cu ya unei bile unitate B1(0). Astfel de bile „centrate” cu y = 0 se notează cu B(r).
Bilele euclidiene discutate anterior sunt un exemplu de bile într-un spațiu vectorial normat. 

### p-norma
Într-un spațiu cartezian ℝn cu p -norma Lp, adică 
{\displaystyle \left\|x\right\|_{p}=\left(|x_{1}|^{p}+|x_{2}|^{p}+\dotsb +|x_{n}|^{p}\right)^{1/p},}
O bilă deschisă de rază r în jurul originii este dată de mulțimea
{\displaystyle B(r)=\left\{x\in \mathbb {R} ^{n}\,:\left\|x\right\|_{p}=\left(|x_{1}|^{p}+|x_{2}|^{p}+\dotsb +|x_{n}|^{p}\right)^{1/p}<r\right\}.}
Pentru n = 2, într-un plan 2-dimensional {\displaystyle \mathbb {R} ^{2}}, „bilele” conform L1-normei (numită adesea norma taximetristului sau norma Manhattan metric) sunt mărginite de pătrate cu diagonalele paralele cu axele de coordonate; cele conform L∞-normei, denumită și metrica Cebîșev, au pătrate cu laturile paralele cu axele de coordonate. L2-norma, denumită și metrică euclidiană, generează binecunoscutele discuri mărginite de cercuri, iar pentru orice alte valori ale lui p, bilele corespunzătoare sunt arii mărginite de curbe Lamé⁠(d) (hipoelipse sau hiperelipse).
Pnetru n = 3, L1-bilele sunt incluse în octaedre cu diagonalele aliniate cu axele,  L∞-bilele sunt incluse în cuburi cu muchiile aliniate cu axele, iar frontierele unor bile pentru Lp cu p > 2 sunt superelipsoide⁠(d). Evident, p = 2 generează interiorul unei sfere obișnuite.

### Normă generală convexă
Mai general, dată fiind orice submulțime central simetrică, mărginită, deschisă și convexă⁠(d) X al lui ℝn, se poate defini o normă pe ℝn unde bilele sunt toate cópii translatate și scalate uniform ale lui X. Această teoremă nu este valabilă dacă submulțimea „deschisă” este înlocuită cu submulțimea „închisă”, deoarece punctul de origine se califică, dar nu definește o normă pe ℝn. 

## În spațiile topologice
Se poate vorbi despre bile în orice spațiu topologic X, nu neapărat indus de o metrică. O bilă topologică (deschisă sau închisă) n-dimensională a lui X este orice submulțime a lui X care este homeomorfă⁠(d) cu o n-bilă euclidiană (deschisă sau închisă). n-bilele topologice sunt importante în topologia combinatorică⁠(d), drept blocuri de construcție ale complexelor celulare⁠(d) . 
Orice n-bilă topologică deschisă este homeomorfă cu spațiul cartezian ℝn și cu n-cubul unitate (hipercubul) (0, 1)n ⊆ ℝn. Orice n-bilă topologică închisă este homeomorfă cu n-cubul închis [0, 1]n.
O n-bilă este homeomorfă cu o m-bilă dacă și numai dacă n = m. Homeomorfismele între o n-bilă deschisă B și ℝn pot fi clasificate în două categorii, care pot fi identificate cu cele două orientări topologice⁠(d) posibile ale lui B.
O n-bilă topologică nu este obligatoriu diferențiabilă⁠(d); dacă este, atunci nu este neapărat difeomorfă cu o n-bilă euclidiană.